# Phytothérapie à La Réunion
La phytothérapie est une pratique traditionnelle à La Réunion, département d'outre-mer français dans le sud-ouest de l'océan Indien. De fait, d'après l'historien Prosper Ève, la grande connaissance qu'ont les Réunionnais des plantes médicinales est un legs de la période durant laquelle on pratiqua l'esclavage à Bourbon, le marronnage qu'elle suscita conduisant les esclaves en fuite à développer un savoir abouti de l'environnement naturel des Hauts de ce territoire insulaire, et notamment de la flore endémique de La Réunion. Les savoir-faire et la pratique des simples à La Réunion sont inscrits à l'inventaire du patrimoine culturel immatériel en France en 2018. 

## Plantes de La Réunion reconnues dans la pharmacopée française
L'Association pour les plantes aromatiques et médicinales de la Réunion (APLAMEDOM Réunion) œuvre depuis 2012 pour faire inscrire à la pharmacopée française (ANSM) des plantes utilisées localement. En 2017, la liste en compte 19 reconnues. Parmi les 650 plantes médicinales potentielles, 2 à 3 plantes sont proposées chaque année et le choix s'appuie sur des témoignages recueillis auprès de la population, notamment des tisaneurs et des personnes âgées, mais aussi grâce au concours « Zerbaz péi » qui s'adresse à un public scolaire.
- Antirhea borbonica (feuille)
- Pittosporum senacia (feuille)
- Vepris lanceolata (feuille)
- Aphloia theiformis (feuille)
- Coffea mauritiana (feuille)
- Dodonaea viscosa (feuille)
- Hubertia ambavilla (feuille)
- Mussaenda arcuata (feuille)
- Olea europaea ssp. africana	(feuille)
- Psiloxylon mauritianum (feuille)
- Secamone volubilis (feuille)
- Ayapana triplinervis (feuille)
- Jumellea fragans (feuille)
- Nuxia verticillata (feuille)
- Hypericum lanceolatum (sommités fleuries, fleurs,	feuilles)
- Turraea thouarsiana (tige feuillée)

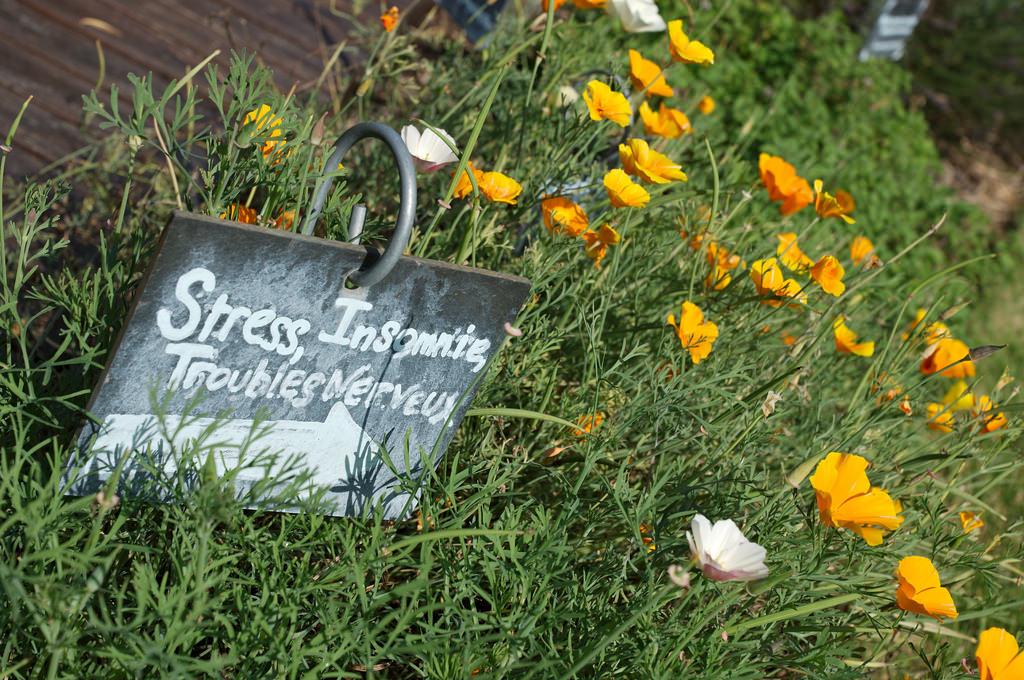
fleur jaune

- Phyllanthus casticum (écorce)
- Syzygium cumini (graines)[6]

## Tisanes locales
- Anis, menthe, ayapana
- cœurs de pêches, faham
- barbe maïs, quinquina, bois cassant
- fleurs jaunes, citronnelle
- verveine citronnelle, arbre du voyageur
- sans écorce, racine coco, racine raquette
- racine fraise, racines indigot
- racine herbes à boucs, racine guéri-vite...

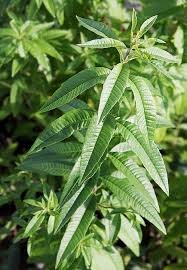
verveine citronnelle